# Turn Back
《Turn Back》은 1981년 1월에 발매된 미국의 록 밴드 토토의 세 번째 스튜디오 음반이다. 이 음반은 일본에서 밴드 최초의 톱 10 히트곡을 배출하며 안정적인 판매고를 올렸지만, 그 외 지역에서는 상업적으로 기대에 미치지 못했다. 싱글 차트에 진입한 곡이 없었고, 전 세계적으로 약 90만 장이 판매되었다.

## 배경
《Turn Back》은 퀸의 엔지니어이자, 더 카스, 저니, 포리너의 프로듀서 및 엔지니어로 활동한 제프 워크먼과 함께 녹음되었다. 토토는 이 음반을 통해 "아레나 록 밴드"로 거듭나고, 보다 강한 록 사운드를 강조하고자 했다. 기타리스트이자 보컬리스트인 스티브 루카서는 이 음반의 사운드에 대해 "중음역대가 사실상 존재하지 않는, 새롭고 매우 이질적인 사운드"를 제공한 것은 워크먼 덕분이라고 평가했다.
이 음반에는 토토의 일본 내 첫 히트곡인 〈Goodbye Elenore〉가 수록되었으나, 이 곡은 미국에서는 차트 진입에 실패했고, 록 라디오에서만 다소간의 방송을 받는 데 그쳤다. 《Turn Back》은 또한 루카서가 작곡에 참여한 첫 토토 곡인 하드 록 성향의 〈Live for Today〉가 수록된 음반이라는 점에서도 주목된다. 밴드는 이 음반에 대한 자신감을 가지고 있었지만, 《Turn Back》은 빌보드 200 차트에서 최고 41위에 머무르며 상업적으로 실패했다. 루카서는 이 음반의 실패 요인 중 하나로, 녹음된 음반 트랙을 사용한 뮤직비디오를 촬영하라는 요청을 거부하고 대신 〈Goodbye Elenore〉의 라이브 버전만을 제작한 점을 꼽았는데, 이 라이브 영상은 MTV에서 전혀 방송되지 않았다. 또한 루카서는 음반이 “신랄한 평론”을 받은 점도 부진에 일조했다고 설명했다. 토토는 《Turn Back》 발매 후 투어를 진행하지 않았다.
《Turn Back》의 상업적 실패는 토토를 컬럼비아 레코드와의 관계에서 불안정한 위치에 놓이게 만들었으며, 레이블 측은 다음 음반에서 히트작을 만들지 못할 경우 계약을 해지하겠다고 경고했다. 이에 토토는 1982년 발매된 히트 음반 《Toto IV》를 통해 그 도전에 성공적으로 응답했다.

## 평가
| 전문가 평가 | 전문가 평가 |
| 평가 점수   | 평가 점수   |
| 출처        | 점수        |
| ----------- | ----------- |
| AllMusic    | [ 5 ]       |

올뮤직의 비평가 윌리엄 룰먼은 《Turn Back》에 대해 "기억에 남을 만한 곡은 없지만, 토토 특유의 뛰어난 연주 실력은 여전하다"고 평했다. 그는 또 음반 제목을 《Fall Back》으로 바꿨어야 했다고 덧붙이며, "밴드 멤버들이 언제든 스튜디오 세션 일로 되돌아갈 수 있기 때문"이라고 언급했다.  루카서는 한 비평가가 《Turn Back》이라는 제목이 적절하다며, 그 이유를 "이 음반을 구입했다면 곧바로 반품하러 되돌아가야 하기 때문"이라고 썼던 것을 회상하기도 했다.

## 곡 목록
| #  | 제목                       | 작사·작곡                                | 리드 보컬 | 재생 시간 |
| -- | -------------------------- | ---------------------------------------- | --------- | --------- |
| 1. | 〈Gift with a Golden Gun〉 | 데이비드 페이치, 보비 킴볼               | 킴볼      | 4:00      |
| 2. | 〈English Eyes〉           | 페이치, 킴볼, 제프 포카로, 스티브 포카로 | 킴볼      | 6:11      |
| 3. | 〈Live for Today〉         | 스티브 루카서                            | 루카서    | 4:00      |
| 4. | 〈A Million Miles Away〉   | 페이치                                   | 킴볼      | 4:26      |

| #  | 제목                                  | 작사·작곡    | 리드 보컬    | 재생 시간 |
| -- | ------------------------------------- | ------------ | ------------ | --------- |
| 5. | 〈Goodbye Elenore〉                   | 페이치       | 킴볼, 루카서 | 4:52      |
| 6. | 〈I Think I Could Stand You Forever〉 | 페이치       | 루카서       | 5:25      |
| 7. | 〈Turn Back〉                         | 킴볼, 루카서 | 킴볼         | 3:58      |
| 8. | 〈If It's the Last Night〉            | 페이치       | 루카서       | 4:28      |